# Issoria lathonioides
Issoria lathonioides är en fjärilsart som beskrevs av Blanchard 1852. Issoria lathonioides ingår i släktet Issoria och familjen praktfjärilar. Inga underarter finns listade i Catalogue of Life.